# کرک براونینگ
کِـرک براونینگ (انگلیسی: Kirk Browning؛ ‏ ۲۸ مارس ۱۹۲۱ – ۱۰ فوریهٔ ۲۰۰۸) کارگردان تلویزیونی، تهیه‌کننده تلویزیونی و کارگردان فیلم اهل ایالات متحده آمریکا بود. وی بین سال‌های ۱۹۵۲ تا ۲۰۰۶ میلادی فعالیت می‌کرد.
از فیلم‌ها یا مجموعه‌های تلویزیونی که وی در آن‌ها نقش داشته‌است، می‌توان به تماشاخانه آمریکایی اشاره نمود.
وی همچنین برندهٔ جوایزی همچون جایزه امی شده‌است.